# بورغس جنكينز
بورغس جنكينز (بالإنجليزية: Burgess Jenkins)‏ هو منتج أفلام وممثل أمريكي، ولد في 24 أكتوبر 1973 بوينستون-سالم في الولايات المتحدة.

## أعمال

### أفلام
- (2000) تذكر الجبابرة

## وصلات خارجية
- بورغس جنكينز على موقع IMDb (الإنجليزية)
- بورغس جنكينز على موقع ألو سيني (الفرنسية)
- بورغس جنكينز على موقع أول موفي (الإنجليزية)
- بورغس جنكينز على موقع قاعدة بيانات الأفلام السويدية (السويدية)
- بورغس جنكينز على موقع قاعدة بيانات الفيلم (الإنجليزية)
- بورغس جنكينز على موقع كينوبويسك (الروسية)